# Elio Verde
Elio Verde (Aversa, 10 de septiembre de 1987) es un deportista italiano que compitió en judo.
Ganó una medalla de bronce en el Campeonato Mundial de Judo de 2009 y dos medallas de bronce en el Campeonato Europeo de Judo, en los años 2010 y 2011.

## Palmarés internacional
| Campeonato Mundial | Campeonato Mundial      | Campeonato Mundial | Campeonato Mundial |
| Año                | Lugar                   | Medalla            | Categoría          |
| ------------------ | ----------------------- | ------------------ | ------------------ |
| 2009               | Róterdam (Países Bajos) | Medalla de bronce  | –60 kg             |
| Campeonato Europeo |                         |                    |                    |
| Año                | Lugar                   | Medalla            | Categoría          |
| 2010               | Viena (Austria)         | Medalla de bronce  | –60 kg             |
| 2011               | Estambul (Turquía)      | Medalla de bronce  | –60 kg             |